# Chrysitrix junciformis
Chrysitrix junciformis är en halvgräsart som beskrevs av Christian Gottfried Daniel Nees von Esenbeck. Chrysitrix junciformis ingår i släktet Chrysitrix och familjen halvgräs. Inga underarter finns listade i Catalogue of Life.